# NWB ET 440
De NWB ET 440, ook wel Alstom Coradia Continental genoemd, is een elektrisch treinstel voor het regionaal personenvervoer van de NordWestBahn (NWB).

## Geschiedenis
De Baureihe 440 is afgeleid van de Alstom Coradia LIREX. Dit treinstel is een zogenaamde lichtgewichttrein met een lagevloer over de hele lengte. Het acroniem LIREX staat voor Leichter, innovativer Regionalexpress.
| vervoerder   | inzet gebied  | begin concessie | 440.2 | 440.3 | totaal |
| ------------ | ------------- | --------------- | ----- | ----- | ------ |
| NordWestBahn | S-Bahn Bremen | 12/2010         | 17    | 18    | 35     |

## Constructie en techniek
Het treinstel is opgebouwd uit een aluminium frame met een frontdeel van GVK. Het treinstel is uitgerust met luchtvering.

### Nummers
- driedelig

440.330 - 441.330 - 440.830/
440.347 - 441.347 - 440.847
- vijfdelig

440.210 - 441.210 - 841.210 - 441.710 - 440.710/
440.226 - 441.226 - 841.226 - 441.726 - 440.726

## Treindiensten
De NordWestBahn had in maart 2008 de aanbesteding van de S-Bahn Bremen voor de periode van december 2010 tot 2021 gewonnen.
Op 25 september 2008 plaatste de NordWestBahn een order bij Alstom LHB voor totaal 36 drie- en vijfdelige treinstellen van het type Coradia Continental. Voor het onderhoud aan de treinstellen zal in Bremerhaven een werkplaats worden gebouwd.
De treinen worden door NordWestBahn ingezet op de volgende S-Bahn trajecten:
| Lijn                         | Traject                                                       | Frequentie | Frequentie | Opmerking                                                         | Lengte traject |
| ---------------------------- | ------------------------------------------------------------- | ---------- | ---------- | ----------------------------------------------------------------- | -------------- |
| Lijn                         | Traject                                                       | Spits      | Dal        | Opmerking                                                         | Lengte traject |
|                              | Bremen-Farge - Bremen-Vegesack                                | 30'        | 30'        | vanaf 30 maart 2015 de gehele dag doorgaand verkeer naar HB-Farge | 10,4 km        |
| Bremen-Vegesack - Bremen Hbf | 15'                                                           | 30'        |            | 17,2 km                                                           |                |
| Bremen Hbf - Verden          | 30'                                                           | 60'        |            | 35,7 km                                                           |                |
|                              | Bremerhaven-Lehe - Bremerhaven Hbf - Bremen Hbf - Twistringen | 60'        | 60'        | versterkingstreinen tijdens de spits                              | 107,4 km       |
|                              | Bremen Hbf - Oldenburg (Oldb) Hbf - Bad Zwischenahn           | 60'        | 60'        |                                                                   | 59,6 km        |
| RS30                         | Bremen Hbf - Oldenburg (Oldb) Hbf - Bad Zwischenahn           | 60'        |            |                                                                   | 59,6 km        |
|                              | Bremen Hbf - Nordenham                                        | 60'        | 60'        |                                                                   | 71,3 km        |
| RS6                          | Verden - Rotenburg                                            | 60'        | 60'        |                                                                   | 27,1 km        |

- Sinds 14 juni 2011 worden tot december 2011 twee treinen, de ET 440 218 en ET 440 220 door de NordWestBahn ingezet op de treindienst tussen Moers en Duisburg.[2]